# Tadschikische Fußballnationalmannschaft (U-20-Männer)
Die tadschikische Fußballnationalmannschaft der U-20-Männer ist die Auswahl tadschikischer Fußballspieler der Altersklasse U-20, die die Tajikistan National Football Federation auf internationaler Ebene, beispielsweise in Freundschaftsspielen gegen die Junioren-Auswahlmannschaften anderer nationaler Verbände, aber auch bei der U-19-Asienmeisterschaft des Kontinentalverbandes AFC oder der U-20-Weltmeisterschaft der FIFA repräsentiert. Größte Erfolge der Mannschaft waren die Teilnahmen an den Asienmeisterschaften 2006 und 2008.

## Teilnahme an Junioren- und U-20-Weltmeisterschaften
Junioren-Weltmeisterschaft
- 1993: nicht qualifiziert
- 1995: nicht qualifiziert
- 1997: nicht qualifiziert
- 1999: nicht qualifiziert
- 2001: nicht qualifiziert
- 2003: nicht qualifiziert
- 2005: nicht qualifiziert

U-20-Weltmeisterschaft
- 2007: nicht qualifiziert
- 2009: nicht qualifiziert
- 2011: nicht qualifiziert
- 2013: nicht qualifiziert
- 2015: nicht qualifiziert
- 2017: nicht qualifiziert
- 2019: nicht qualifiziert

## Teilnahme an U-19-Asienmeisterschaften
- 1992: nicht qualifiziert
- 1994: nicht qualifiziert
- 1996: nicht qualifiziert
- 1998: nicht qualifiziert
- 2000: nicht qualifiziert
- 2002: nicht qualifiziert
- 2004: nicht qualifiziert
- 2006: Vorrunde
- 2008: Vorrunde
- 2010: nicht qualifiziert
- 2012: nicht qualifiziert
- 2014: nicht qualifiziert
- 2016: Viertelfinale
- 2018: Viertelfinale
- 2021:

## Ehemalige Spieler
- Tabrezi Davlatmir (2016–2018, A-Nationalspieler)
- Muhammadjon Rakhimov (2015–2016, A-Nationalspieler)
- Jahongir Ergashev (2013–2014, A-Nationalspieler)